# Mohave

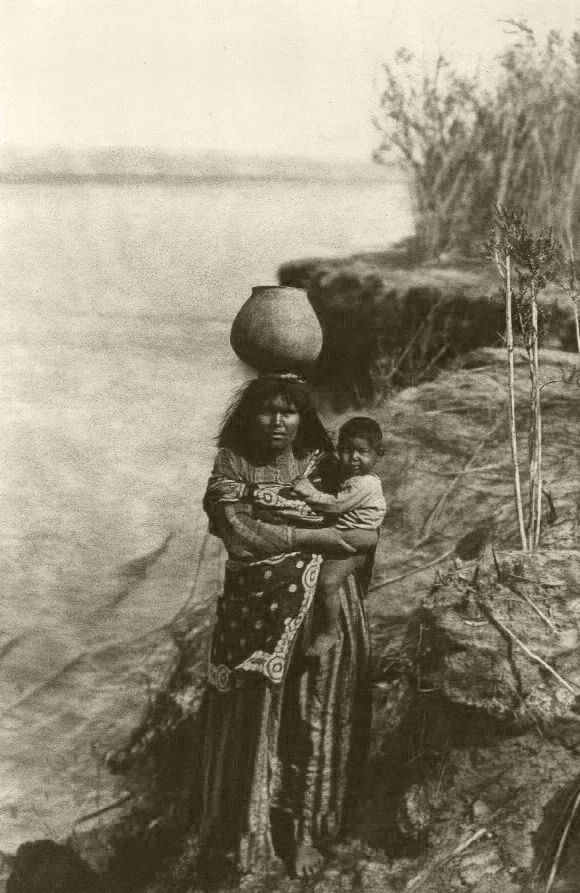
ståendeMohavekvinna med barn på armen som bär vatten i lerkrus. Foto Edward S. Curtis 1908.

Mohave eller Mojave är en av de i Nordamerika ännu levande ursprungsbefolkningarna. 
De kallar si själva Aha macave som kan översättas till folket som lever vid floden. Idag lever huvuddelen av de ännu överlevande avkomlingarna till ursprungsbefolkningen inom två områden, indianreservat, vid Coloradofloden:
- Fort Mojave Indian Reservation, som omfattar delar av Kalifornien, Arizona och Nevada.
- Colorado River Indian Reservation, som omfattar delar av Kalifornien och Arizona. I detta område finns även delar av tre andra indianfolk, bl.a. Navajo.

En undersökning gjord 1963 anger att antalet människor som tillhörde Mohave-befolkningen var 438 i Fort Mojave och cirka 550 i Colorado River Reservation.